# لیبشتات
لیبشتات (به چکی: Libštát) یک منطقهٔ مسکونی در جمهوری چک است که در ناحیه سمیلی واقع شده‌است. لیبشتات ۱٬۰۱۳ نفر جمعیت دارد و ۳۶۴ متر بالاتر از سطح دریا واقع شده‌است.